# Dorfgemeinschaft (Ethnologie)

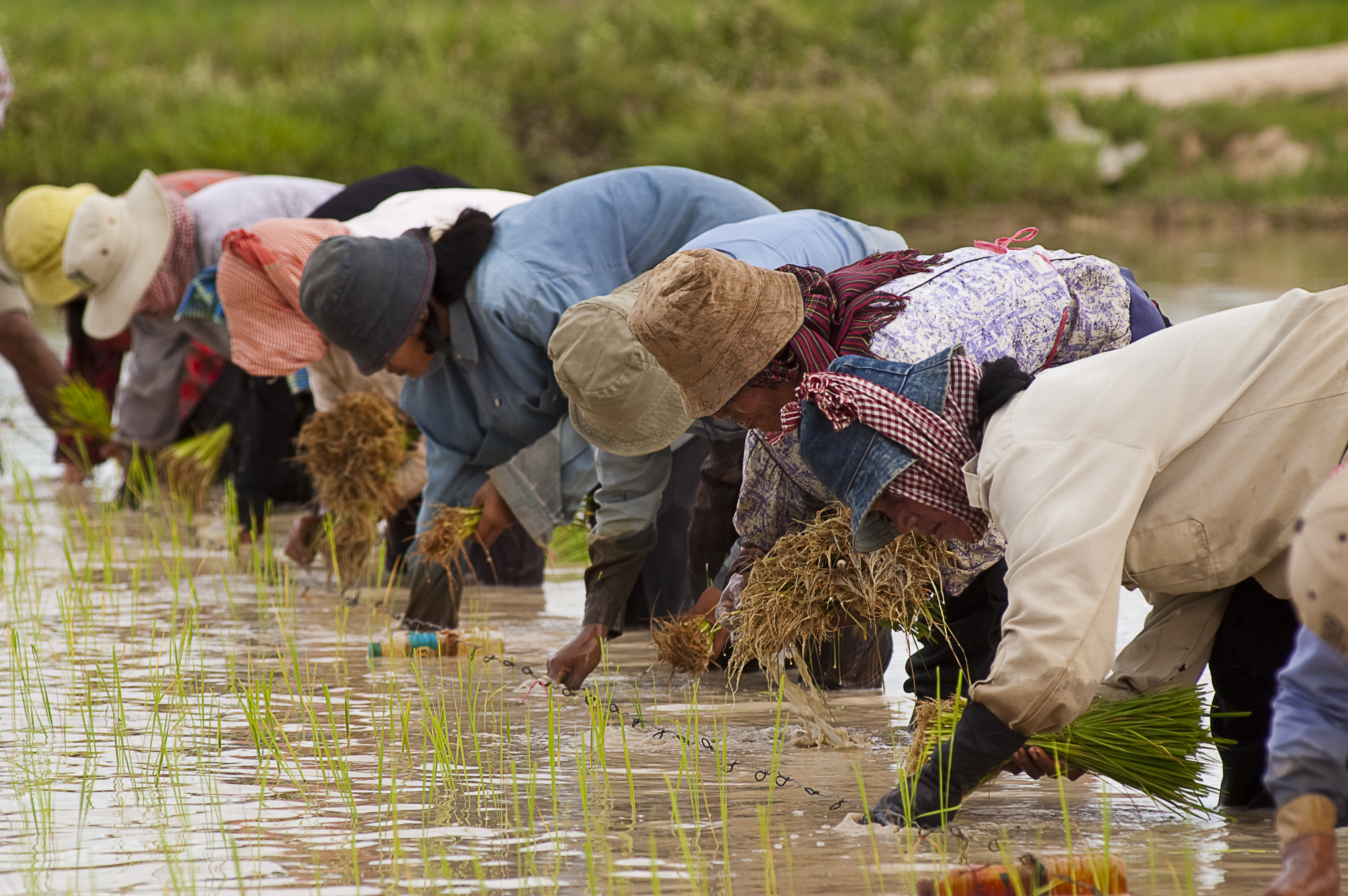
Mitglieder einer kambodschanischen Dorfgemeinschaft auf dem Reisfeld

Als Dorfgemeinschaft bezeichnet die Anthropologie und die Ethnologie eine soziale Gruppe von mehreren hundert traditionellen Bodenbauern, die als Zweckgemeinschaft (zumindest über viele Jahre) sesshaft an einem bestimmten Ort (Dorf) wohnen. Im Gegensatz zu Wanderfeldbauern und Nomaden spielen die Verwandtschaftsverhältnisse der Menschen untereinander hier nicht mehr die entscheidende verbindende Rolle. Die sozialen Beziehungen sind nachbarschaftlicher Natur und werden durch eine Vielzahl von Normen (Sitten, Brauchtum, Feste u. ä.) gefestigt.
Es wird zwischen autonomen und abhängigen Dorfgemeinschaften unterschieden.

## Autonome Dorfgemeinschaften

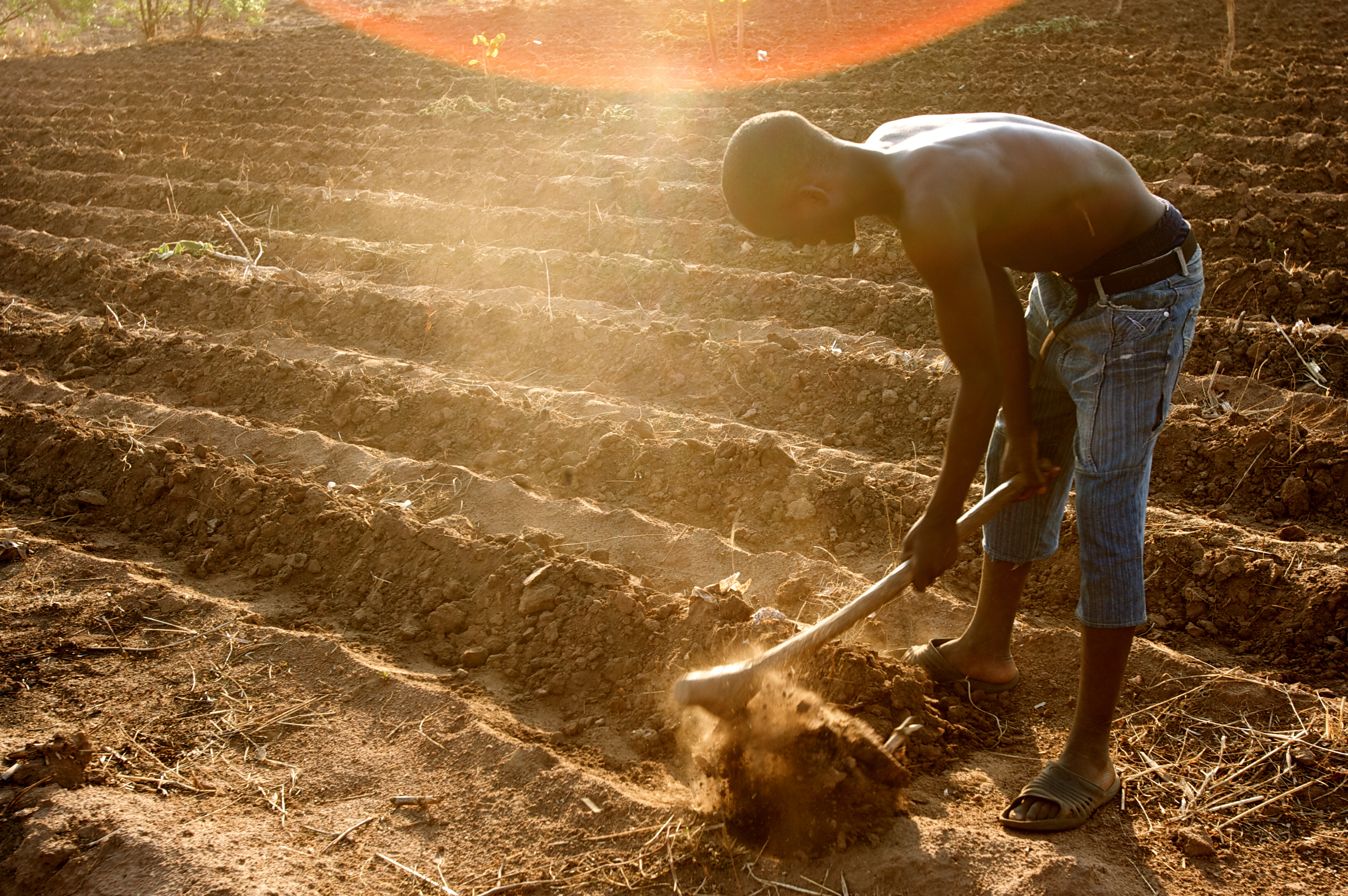
Hackbau: Autarke Selbstversorgung oder Armut und Unterentwicklung?

Je weitgehender die Versorgung eines Dorfes durch Subsistenzwirtschaft gesichert wird, desto mehr ist die Gemeinschaft wirtschaftlich autark und politisch autonom. Dies war vor der Bildung moderner Staaten in Agrarkulturen der Fall. Auf Gemeinschaften, die halb-intensiven Hackbau und Landwechselwirtschaft betreiben und nur geringfügig an regionalen Märkten teilnehmen, trifft dies auch heute noch mehr oder weniger zu.
Obwohl viele subsistenzorientierte Gemeinschaften eine solide Existenzgrundlage haben, wird ihre Lebensweise aus eurozentrischer Sicht in der Regel mit Armut und Unterentwicklung gleichgesetzt.

## Abhängige Dorfgemeinschaften in Bauernkulturen

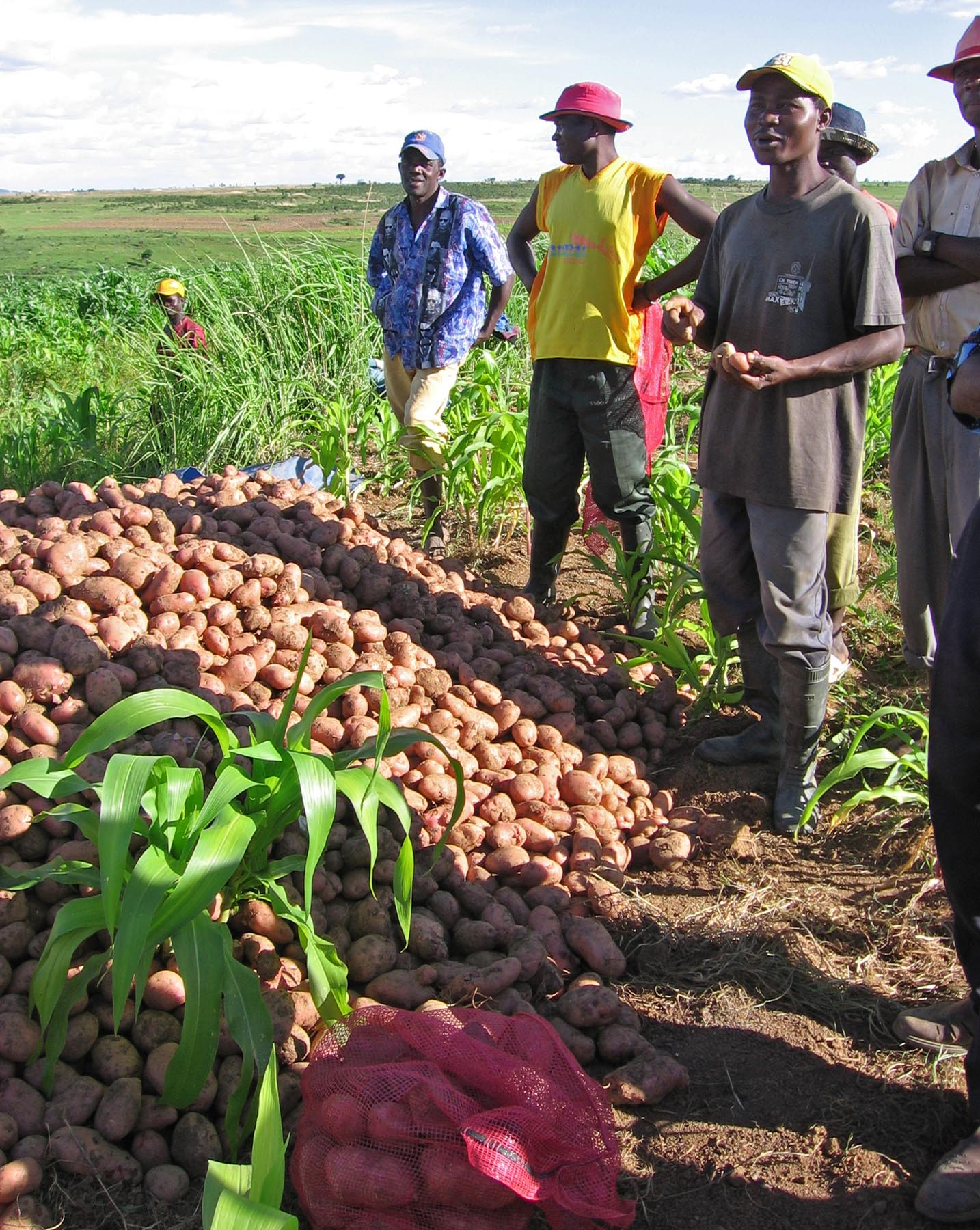
Die Einbindung in die Marktwirtschaft verlangt von traditionellen Dorfgemeinschaften (hier angolanische Bauern) die Erwirtschaftung von Überschüssen

Dorfgemeinschaften als nahrungsproduzierende Einheiten von Staaten, die von der Ethnologie als vorindustrielle „Bauernkulturen“ bezeichnet werden, sind wirtschaftlich vom Marktgeschehen und politisch von der Willkür der Machthabenden abhängig. Sie erwirtschaften mittels intensivem, traditionellem Ackerbau (d. h. mit Hilfe technischer Geräte, Düngung und permanenter Feldnutzung) einen Überschuss, der die Versorgung von Bevölkerungsteilen außerhalb des eigenen Dorfes sichert. Kleine Familienbetriebe sind die Grundlage solcher abhängiger Dorfgemeinschaften.
Indigene Dorfgemeinschaften, die sich im Assimilationsprozess befinden (siehe auch: Kulturwandel), kombinieren häufig die traditionelle Selbstversorgung mit der Einbindung in eine organisierte Markt- bzw. Geldwirtschaft. Sie werden als „Peasant Societies“ (bäuerliche Gesellschaften) bezeichnet.
Die Abhängigkeit der bäuerlichen Dorfgemeinschaften ist seit jeher häufig von Unterdrückung, Ausbeutung und Frondiensten gekennzeichnet.